# Крайні точки Норвегії

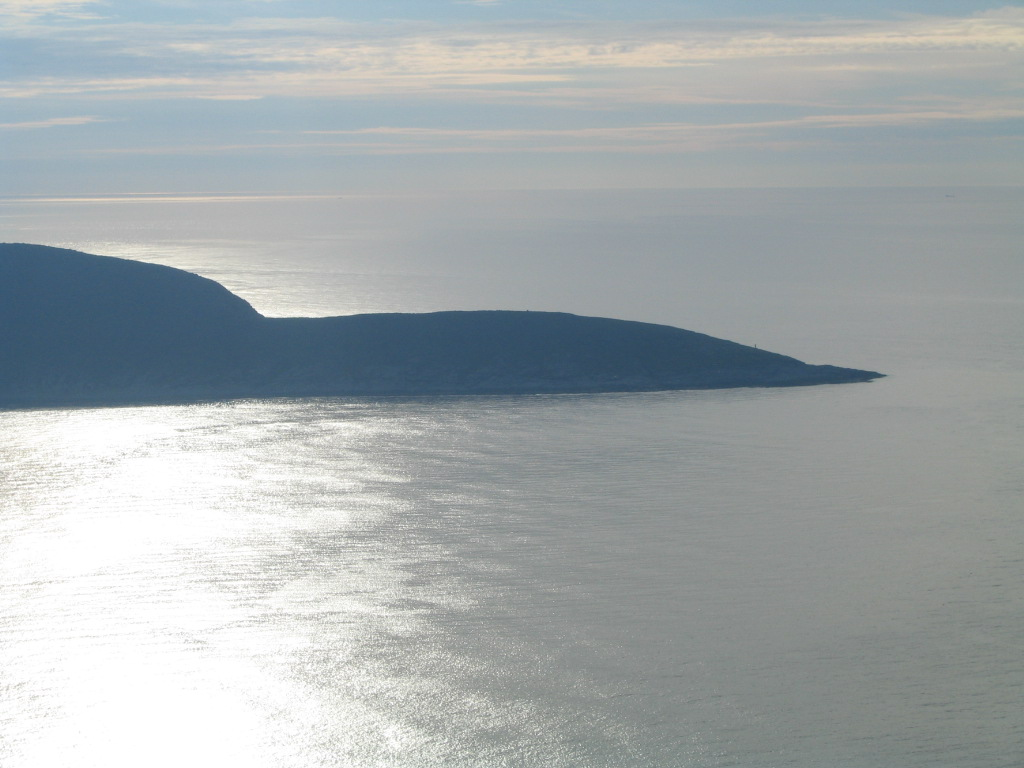
Мис Кнівск'єлльодден — це найпівнічніша точка материкової Норвегії

Крайні точки Норвегії включають координати, які є найвіддаленішими на північ, південь, схід або захід, ніж будь-яке інше місце в Норвегії, і точки з найвищою і найнижчою висотою в країні. Найпівнічніша точка — північний кінець острова Росса (Россоя) у архіпелазі Шпіцберген, найпівденніша — Писен у Мандалі, найсхідніша — це мис Кремера на острові Квітоя (Шпіцберген), і найзахідніша — мис Хойбергодден на острові Ян-Маєн. Найвища вершина — Гальгепігген, 2 469 м над середнім рівнем моря, а найнижчі висоти — рівень моря на узбережжі.
Антарктичні залежні території Норвегії, що складаються з Землі Королеви Мод, острова Петра І і острова Буве, не є частиною Королівства Норвегія. Норвегія управляє ними на підставі Антарктичного договору, тому вони іноді розглядаються як частина більш широкого визначення Норвегії. Якщо їх включати, Норвезькі Антарктичні території будуть найбільш південною, східною, західною та найвищою крайньою точками.
Крайні точки широти і довготи публікуються Норвезьким картографічним управлінням, а висоти над рівнем моря наведені у Світовій книзі фактів. Обидва використовують Світову геодезичну систему 84, геодезичну систему координат.

## Широти і довготи
Для Королівства Норвегія, найпівнічнішою точкою є острів Россьоя, на північ від Північно-Східної Землі на архіпелазі Шпіцберген, що омивається Баренцовим морем. Найпівденніша точка — Писен в Мандалі, що омивається протокою Скагеррак — єдина з крайніх точок широти і довготи, що розташована на основній частині Норвегії. Східна крайня точка розташована на мисі Кремер на Шпіцбергені, на березі Баренцева моря, а західна крайня точка — Хойбергодден на острові Ян-Маєн, на березі Ґренландського моря.
Всі чотири крайніх точки межують з морем; внаслідок  географічного характеру берегової лінії, всі крайні точки знаходяться на островах. Тому в перелік було включено і  крайні точки на материковій Норвегії. Так, найпівнічніша точка основної частини країни — мис Кнівск'єльодден, розташований на острові Магероя (Фінмарк), а найпівнічніша материкова точка — мис Нордкін, розташованому в Лебесбю (Фінмарк); це також крайня північна точка континентальної Європи. Обидві омиваються Баренцевим морем. Найпівденніша крайня точка основної частини Норвегії є Писен, а крайня південна точка материкової частини — Ліндеснес; обидві омиваються Скагеррак. Найсхідніша точка — острів Хорньоя, а найсхідніша на материку — Кібергснесет; обидві знаходяться у Вардьо (Фінмарк). Найзахідніша крайня точка основної частини — мис Холмебаєн  у Солунді, Согн-ог-Ф'юране, а найзахідніша материкова точка — Вардетанген у Аустрхейм, Гордалан. Обидві омиваються Північним морем.
Якщо враховувати території, які управляються Норвегією в Антарктиді, то найпівденніша точка знаходиться на Південному полюсі. Всі сім територій поділу Антарктиди там сходяться, тому ця точка межує з іншими шістьма територіями. Найсхіднішою точкою у такому випадку є межа між Землею Королеви Мод і Австралійською антарктичною територією, яка слідує 45-м меридіаном східної довготи. Найзахідніша точка — це острів Петра I. Як єдина частини Антарктичної території Норвегії, яка не є сектором, він омивається морем Амундсена.
| Напрямок | Охоплення          | Розташування        | Регіон             | Межує з                             | Координати                                                                      | Примітка |
| -------- | ------------------ | ------------------- | ------------------ | ----------------------------------- | ------------------------------------------------------------------------------- | -------- |
| Північ   | Королівство        | острів Россоя       | Шпіцберген         | Баренцове море                      | 80°49′44.41″ пн. ш. 20°20′32.29″ сх. д. / 80.8290028° пн. ш. 20.3423028° сх. д. | [ 1 ]    |
| Північ   | Основна частина    | мис Кнівск'єльодден | Магероя            | Баренцове море                      | 71°11′08.56″ пн. ш. 25°40′30.79″ сх. д. / 71.1857111° пн. ш. 25.6752194° сх. д. | [ 1 ]    |
| Північ   | Материкова частина | мис Нордкін         | Лебесбю            | Баренцове море                      | 71°08′02.47″ пн. ш. 27°39′13.62″ сх. д. / 71.1340194° пн. ш. 27.6537833° сх. д. | [ 1 ]    |
| Південь  | Королівство        | Писан               | Мандал             | Скагеррак                           | 57°57′30.63″ пн. ш. 07°33′52.30″ сх. д. / 57.9585083° пн. ш. 7.5645278° сх. д.  | [ 1 ]    |
| Південь  | Материкова частина | Ліндеснес           | Ліндеснес          | Скагеррак                           | 58°00′12.59″ пн. ш. 07°30′47.68″ сх. д. / 58.0034972° пн. ш. 7.5132444° сх. д.  | [ 1 ]    |
| Південь  | Залежності         | Ларсьоя             | Буве               | Атлантичний океан                   | 54°27′ пд. ш. 3°31′ сх. д. / 54.450° пд. ш. 3.517° сх. д.                       |          |
| Південь  | Антарктика         | Південний полюс     | Земля Королеви Мод | n/a                                 | 90°00′00″ пд. ш. 00°00′00″ сх. д. / 90.00000° пд. ш. 0.00000° сх. д.            | [ 4 ]    |
| Схід     | Королівство        | мис Кремера         | Шпіцберген         | Баренцове море                      | 80°13′45.28″ пн. ш. 33°30′58.74″ сх. д. / 80.2292444° пн. ш. 33.5163167° сх. д. | [ 1 ]    |
| Схід     | Основна частина    | острів Хорньоя      | Вардьо             | Баренцове море                      | 70°23′12.63″ пн. ш. 31°10′06.93″ сх. д. / 70.3868417° пн. ш. 31.1685917° сх. д. | [ 1 ]    |
| Схід     | Материкова частина | Кібергснесет        | Вардньо            | Баренцове море                      | 70°17′20.96″ пн. ш. 31°03′51.54″ сх. д. / 70.2891556° пн. ш. 31.0643167° сх. д. | [ 1 ]    |
| Схід     | Антарктика         | Східна межа         | Земля Королеви Мод | Австралійська антарктична територія | 67°45′00″ пд. ш. 45°00′00″ сх. д. / 67.75000° пд. ш. 45.00000° сх. д.           | [ 4 ]    |
| Захід    | Королівство        | Хойбергодден        | Ян-Маєн            | Ґренландське море                   | 70°51′49.05″ пн. ш. 09°04′38.86″ зх. д. / 70.8636250° пн. ш. 9.0774611° зх. д.  | [ 1 ]    |
| Захід    | Основна частина    | Холмебаєн           | Солунд             | Північне море                       | 61°04′24.07″ пн. ш. 04°29′57.01″ сх. д. / 61.0733528° пн. ш. 4.4991694° сх. д.  | [ 1 ]    |
| Захід    | Материкова частина | Вардетанген         | Аустрхейм          | Північне море                       | 60°48′36.61″ пн. ш. 04°56′43.18″ сх. д. / 60.8101694° пн. ш. 4.9453278° сх. д.  | [ 1 ]    |
| Захід    | Антарктика         | —                   | Острів Петра I     | Море Амундсена                      | 68°47′00″ пд. ш. 90°35′00″ зх. д. / 68.78333° пд. ш. 90.58333° зх. д.           | [ 6 ]    |

## Висоти

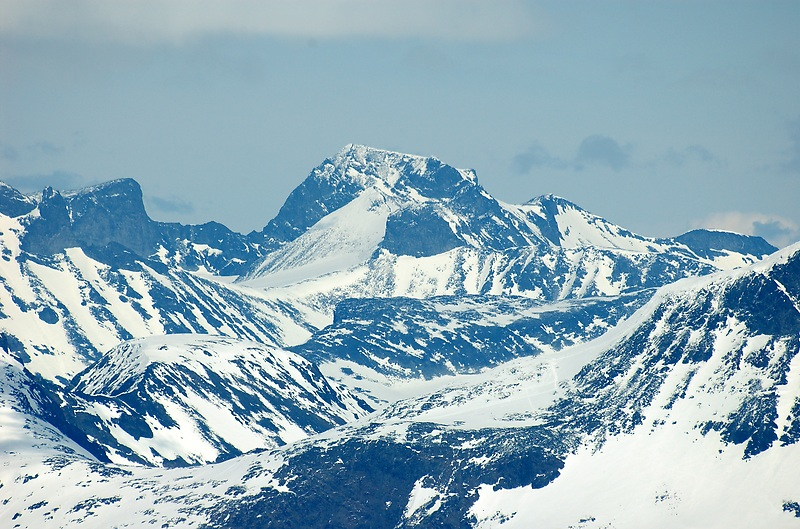
Гальгепігген є найвищою вершиною Норвегії

Найвища точка королівства - Гальгепігген (2 469 м.н.м.), розташований у Ломі. Ця гора є частиною гірського хребта Ютунгеймен та однойменного національного парку. Гора також є найвищою точкою Скандинавських гір. Якщо включати Антарктичні території, найвищою точкою буде Йокулькірк'я (3 148 м.н.м.), розташована у горах Мюліг-Хофманн на Березі принцеси Астрід. 
У Норвегії найнижча точка знаходиться на узбережжі, на рівні моря. Узбережжя тягнеться 83 281 км, включаючи фіорди, затоки і острови.
| Крайня точка          | Назва        | Висота, м.н.м. | Місцевість         | Область            | Координати                                                          | Примітка |
| --------------------- | ------------ | -------------- | ------------------ | ------------------ | ------------------------------------------------------------------- | -------- |
| Найвища (королівство) | Гальгепігген | 2 469          | Ютунгеймен         | Лом                | 61°38′11″ пн. ш. 8°18′45″ сх. д. / 61.63639° пн. ш. 8.31250° сх. д. | [ 2 ]    |
| Найвища(Антарктида)   | Йокулькірк'я | 3 148          | Гори Мюліг-Хофманн | Земля Королеви Мод | 71°53′00″ пд. ш. 6°40′00″ сх. д. / 71.88333° пд. ш. 6.66667° сх. д. | [ 5 ]    |
| Найнижча              | Рівень моря  | 0              | Узбережжя          | Атлантичний океан  | н/д                                                                 | [ 2 ]    |

## Транспорт
Тільки громадський транспорт.
| Напрямок | Аеропорт                                     | Залізничний вокзал            | Автобусна зупинка                                                                    |
| -------- | -------------------------------------------- | ----------------------------- | ------------------------------------------------------------------------------------ |
| Північ   | включаючи острови: Свальбард материк: Мехамн | вокзал у Нарвіку              | включаючи Шпіцберген: зупинка «аеропорт Свальбард» крім Шпіцбергена: зупинка Нордкап |
| Південь  | Крістіансанн                                 | вокзал у Крістіансанні        | Недре Ваге, Ліндеснес                                                                |
| Захід    | включаючи острови: Флоро материк: Берген     | вокзал у Бергені              | Халсей біля Верландет                                                                |
| Схід     | Варде                                        | Бйорнф'єль                    | Варде сколе (Варде)                                                                  |
| Найвища  | Фагернес (822 м.н.м.)                        | вокзал у Фінсе (1 222 м.н.м.) | зупинка Ювасхютта (1 841 м.н.м.) на Ютунгеймен                                       |